# Đôi Chim Ưng
Double Falcon (cũng có thể là Dju và Nebwy) là một vị vua của Hạ Ai Cập từ Naqada III. Ông có thể cai trị vào thế kỷ 32 TCN. Độ dài chiều đại của ông chưa được biết rõ.

## Chứng thực
Vào năm 1910, nhà Ai Cập học M. J. Clédat đã phát hiện ra bằng chứng đầu tiên về sự tồn tại của Đôi Chim Ưng. Clédat đang khai quật địa điểm el-Mehemdiah ở phía đông bắc khu vực đồng bằng châu thổ sông Nile khi một người nông dân mang tới chỗ ông một chiếc bình và một vài mảnh vỡ được chạm khắc mà ông ta phát hiện được khi đang trồng một lùm cây cọ ở el-Beda gần đó. Khi khảo sát khu vực này, Clédat sớm phát hiện ra bốn huy hiệu Ai Cập cổ đại của Đôi Chim Ưng.
Chứng thực tiếp theo của Đôi Chim Ưng được phát hiện vào năm 1912 trong các cuộc khai quật bởi Hermann Junker ở địa điểm Tura, tại đây có một ngôi mộ có chứa một chiếc bình hoàn chỉnh mang một huy hiệu Ai Cập cổ đại với đôi chim ưng nằm trên đỉnh.
Gần đây, huy hiệu Ai Cập cổ đại của Đôi Chim Ưng còn được tìm thấy ở bán đảo Sinai, tại Tell Ibrahim Awad ở miền Đông khu vực đồng bằng châu thổ, tại Adaima và Abydos ở Thượng Ai Cập, và tại mỏ đá Palmahim ở miền Nam Israel.
Sự tập trung của huy hiệu Ai Cập cổ đại thuộc về Đôi Chim Ưng ở Hạ Ai Cập và khu vực Tây Bắc Sinai ngụ ý rằng sự cai trị của ông có thể giới hạn ở những vùng đất này. Tuy nhiên, sự hiện diện mở rộng về mặt địa lý của các serekh thuộc về ông, đáng chú ý là ở Thượng Ai Cập và Miền Nam Cận Đông, cho thấy rằng chủ quyền ở khoảng cách xa của các vị vua Naqada III đã bắt đầu vào khoảng giai đoạn cuối của thời kỳ này, có thể thông qua giao thương và chiến tranh.